# Henri-Guillaume Schlesinger
Henri-Guillaume Schlesinger, originalmente Wilhelm Heinrich Schlesinger (Fráncfort del Meno, 6 de agosto de 1814-Neuilly-sur-Seine, 21 de febrero de 1893) fue un retratista y pintor de género francés de origen alemán. Fue especialmente conocido por sus vivas y sensibles representaciones de mujeres jóvenes.

## Biografía
Estudió pintura en la Academia de Bellas Artes de Viena y, en un principio, trabajó en esa ciudad. Después se trasladó a París, donde participó en el Salón de 1840 a 1889 y recibió dos medallas.
Durante una visita a Estambul en 1837, se le encargó la realización de varios cuadros oficiales del sultán Mahmud II, entre ellos un gran retrato ecuestre y uno del sultán con ropa de estilo occidental, que ahora se exhibe en el Museo del Palacio de Topkapi. Uno de ellos fue donado al rey Luis Felipe I por Mustafa Reşid Pasha, que entonces era embajador en Francia, y puede verse ahora en el Palacio de Versalles.
Su pintura «Los cinco sentidos» fue adquirida por la emperatriz Eugenia de Montijo en 1865. Al año siguiente, fue nombrado Caballero de la Legión de Honor y se convirtió en ciudadano francés en 1870, justo antes del estallido de la guerra franco-prusiana. Durante la guerra y la posterior Comuna, vivió en Londres.
Además de pintar al óleo, era acuarelista y pintaba miniaturas sobre marfil.

## Obras creadas

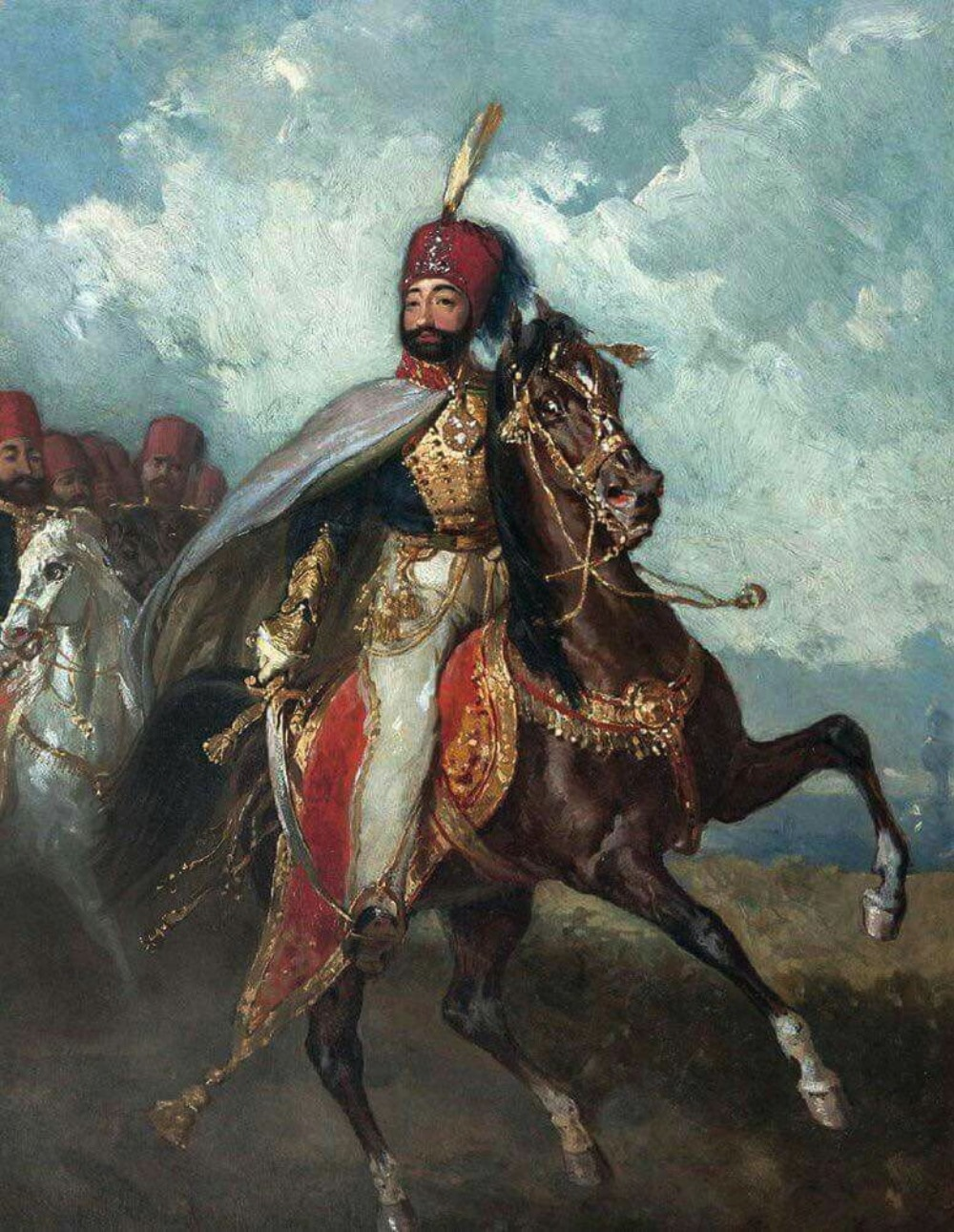
Retrato ecuestre del sultán Mahmud II (1837)
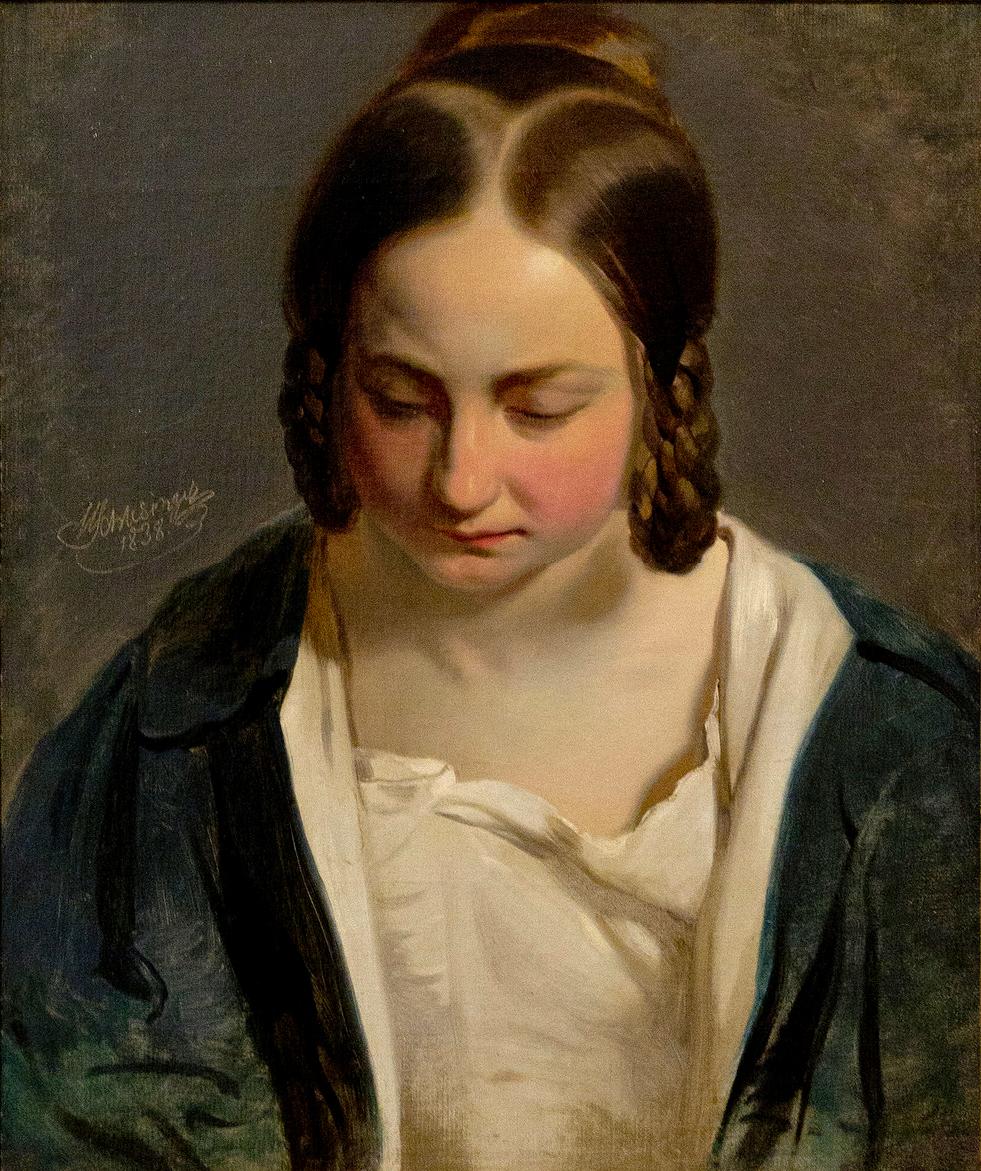
Retrato de una mujer (1838)
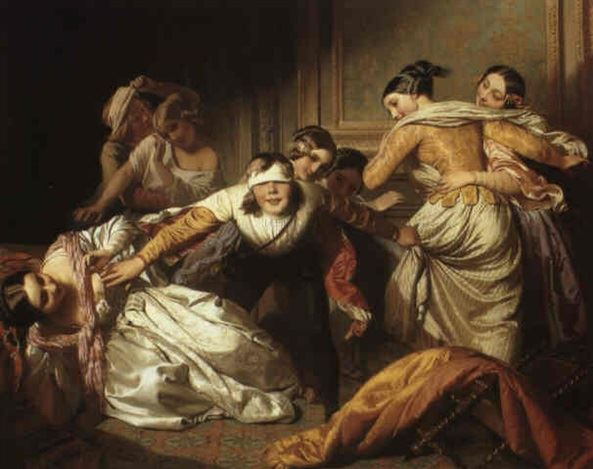
Bufete del ciego (1844)
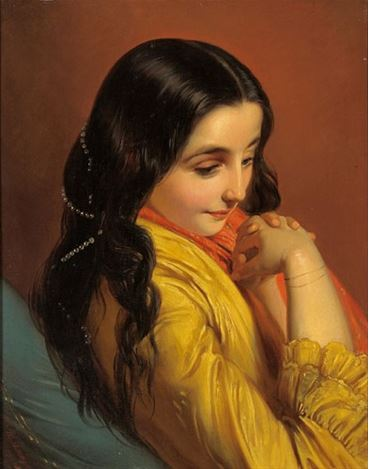
Una mirada de ensueño (1852)
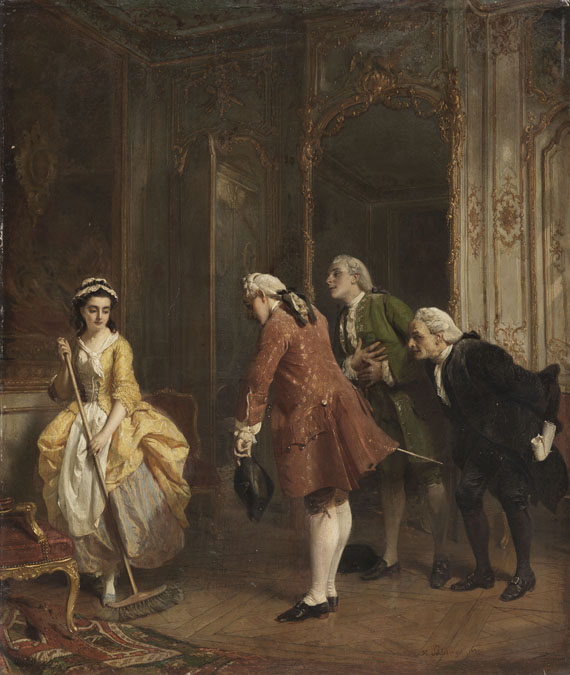
Escena de una cortesana con una criada y tres elegantes caballeros (1859)
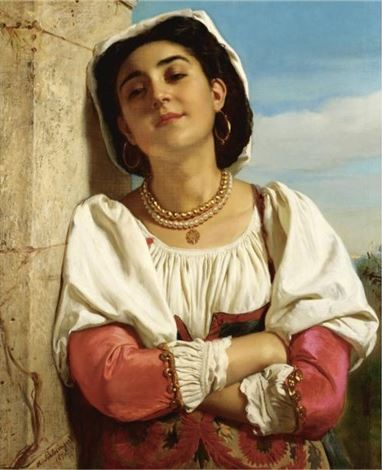
Una bella española (1870)
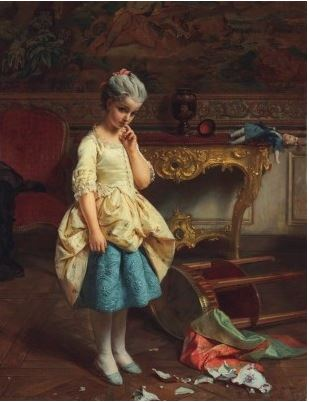
La reprimenda (1879)
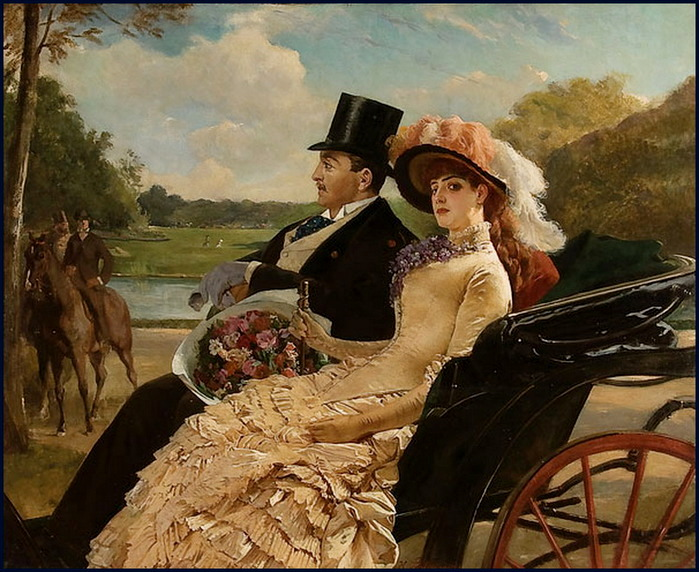
Paseo en coche